# 眼斑棘蛙
眼斑棘蛙（学名：Rana feae）为蛙科蛙属的两栖动物。在中国大陆，分布于云南等地。该物种的模式产地在缅甸喀钦山。